# Gunung Baringin (Barumun Tengah)
Gunung Baringin is een bestuurslaag in het regentschap Padang Lawas van de provincie Noord-Sumatra, Indonesië. Gunung Baringin telt 226 inwoners (volkstelling 2010).